# Kernereceptor
Kernereceptorer, nukleusreceptorer (NR) eller ligandaktiverede transkriptionsfaktorer er receptorer for hormoner, vitaminer m.m. der regulerer transkriptionen (binder til DNA og tænder og slukker for genekspressionen) for dermed at regulere proteinsyntesen og overordnet styre organismens udvikling, homeostase og stofskifte. Hormoner, vitaminer m.m. betegnes som ligander, og ligandbinding - ofte i kompleks med andre proteiner - er nødvendig for binding til DNA.
Kernereceptorernes ligander er lipofile (lipidopløselige) og er i stand til at passere cellemembranen og kernemembranen i modsætning til proteinhormonerne og peptidhormonerne, hvis receptorer sidder i cellemembranen, se også signaltransduktionen. En unik egenskab ved kernereceptorerne, der adskiller dem fra alle andre klasser af receptorer, er deres evne til direkte at binde sig til DNA som transskriptionsfaktorer og kontrollere transkriptionen af DNA.
Kernereceptorer findes kun i metazoer (dyr) - er ikke fundet i protister, alger, svampe eller planter. Nogle laverestående dyr har kun ganske få kernereceptorer, men der er er 270 kernereceptorer i nematoden C. elegans. Mennesker, mus og rotter har henholdsvis 48, 49 og 47 kernereceptorer. Kernereceptorer kan klassificeres i henhold til mekanisme (Type I og Type II) eller i familier efter homologi. En uddybende fortegnelse over de humane kernereceptorer og deres inddeling i familier findes her (på den engelsksprogede Wikipedia).

## Type I
Type I kernereceptorer binder deres ligander i cytoplasmaet, hvor de findes som heterodimerer i kompleks med heat chock-proteiner (se figuren). Som homodimerer translokerer kernereceptor og ligand til specielle områder af DNA kaldet hormon respons elementer (HRE).
Type I kernereceptorer omfatter androgen-receptoren, østrogen-receptorer, glucocorticoid-receptorer og progesteron-receptorer.

## Type II
I modsætning til Type I kernereceptorer findes Type II kernereceptorer kun i cellekernen som en heterodimer (normalt med RXR) og ofte i kompleks med en corepressor. Ligandbinding til en Type II kernereceptor medfører at corepressoren bliver udskiftet med en coactivator.
Type II kernereceptorer omfatter retinsyre-receptorer, retinoid-X-receptorer og skjoldbruskkirtel-hormon-receptorer.

## Proteinstruktur
Kernereceptorerne er opbygget af karrakteristiske, konserverede og gennemgående proteindomæner:
- (A-B) N-terminalt regulatorisk domæne med aktiverende funktion, når ligand er bundet til det ligandbindende domæne (LBD). Ved sammenligning mellem kernereceptorerne viser det sig, at A/B-domænet har en meget varierende sekvens.
- (C) DNA-bindende domæne (DBD) er et meget konserveret domæne, der indeholder to zink-fingre, som binder til hormonrespons-elementer (hormone response elements, HRE).
- (D) Hængsels-domæne (Hinge region) er et fleksibelt domæne, der forbinder DBD med LBD og har betydning for transport og subcellulær lokalisering.
- (E) Det ligandbindende domæne (LBD) er moderat konserveret med hensyn til sekvensen og består af alfa-helixer. Ud over binding af en ligand, binder dette domæne også en coaktivator og en corepressor.
- (F) Det C-terminale domæne har en meget variabel sekvens mellem kernereceptorerne.

## Oversigt over de bedst kendte kernereceptorer
- androgen-receptor, NR3C4, AR, AR-A, AR-B (ligand : testosteron), se en:androgen-receptor

- glucocorticoid-receptorer, NR3C1, GR (ligand: cortisol), se en:Glucocorticoid receptor

- mineralocorticoid-receptor, NR3C2,  MR (ligand: aldosteron), se en:Mineralocorticoid receptor

- peroxisome proliferator-activated receptor, PPAR, se en:Peroxisome proliferator-activated receptor

- progesteron-receptorer, NR3C3, PR, hPR-A, hPR-B, hPR-C (ligand: progesteron), se en:Progesterone receptor

- retinoid X-receptor, RXR RXR-alpha, RXR-beta, and RXR-gamma,  (ligand: vitamin A), se en:Retinoid X receptor

- retinoinsyre-receptor, NR1B1, RAR, RAR-alpha, RAR-beta (ligand: all-trans retinoic acid og 9-cis retinoic acid, vitamin A, se en:retinoic acid receptor

- skjoldbruskkirtel-hormon-receptor, NR1A1, TR, THRA1, THRA2, TRα1 and TRβ1 (ligand: thyroidea-hormonerne thyroxin (T4) og trijodthyronin (T3)), SE en:Thyroid hormone receptor

- østrogen-receptorer, ER, ERα, ERβ (ligand: østrogen), se en:Nuclear estrogen receptors